# Pterartoriola lompobattangi
Pterartoriola lompobattangi là một loài nhện trong họ Lycosidae.
Loài này thuộc chi Pterartoriola. Pterartoriola lompobattangi được Anna Maria Sibylla Merian miêu tả năm 1911.